# Ochodaeus nigricollis
Ochodaeus nigricollis is een keversoort uit de familie Ochodaeidae. De wetenschappelijke naam van de soort is voor het eerst geldig gepubliceerd in 1914 door Heller.